# Julien Mandel
Julien Mandel também conhecido como Julian Mandel (Polônia, 1893 — 24 de setembro de 1961) foi um fotógrafo e cineasta judeu. Ele foi um dos fotógrafos comerciais de nus femininos mais conhecidos do início do século XX. Mandel trabalhou em Paris e seu estilo de fotografia tornou-se conhecido a partir dos anos 1910, sendo que seus trabalhos foram publicados até meados dos anos 1930 por diversas empresas, incluindo a Armand Noyer, a Les Studios, a PC Paris e a Neue Photographische Gesellschaft.

## Trabalho fotográfico
Mandel produzia cartões postais eróticos. Neles, as modelos se encontram em poses clássicas e altamente organizadas. Sendo fotografados tanto em estúdio quanto ao ar livre. As imagens são artisticamente compostas com tons requintados e iluminação suave — mostrando uma textura particular criada pela luz em vez da sombra. Supostamente, Mandel foi membro e participou do movimento alemão de vanguarda "new age outdoor"  (também conhecido como "En plein air").  Numerosas fotografias vendidas com este nome, "new age outdoor", apresentam cenários naturais, brincando com os tons de pele ultra pálidos e uniformes das mulheres em contraste com a aspereza da natureza. Esses nus foram comercializadas no formato de cartão-postal, mas como explicado no livro "Uma Breve História dos Cartões Postais", a maioria dos cartões postais franceses contendo nus femininos eram chamados "cartões postais" apenas devido ao seu tamanho. Já que eles, nunca foram feitos para serem enviados por correio. Inclusive, era ilegal enviar tais imagens por correio. O tamanho, contudo, permitia que eles fossem colocados prontamente nos bolsos de jaquetas, em pacotes e em livros. Mandel, normalmente, aparece na capa de suas fotos, sendo um dos poucos fotógrafos de sua época a carimbar ou assinar o nome na capa de seus trabalhos. Mandel é constantemente comparado com Stanisław Julian Ignacy Ostroróg, que, nos anos 1920, também criou diversos nus requintados tanto em estilo deco quanto em estilo "plein-air".

## Vida pessoal
Julien Mandel foi casado na França com Marie Lefebvre, com quem teve um filho chamado Jacques Marcel. Em 1935, ele deixou a França definitivamente indo morar no Brasil. Mandel, assim como outros, ajudava judeus da França a migrar para os Estados Unidos, Argentina, Uruguai, Venezuela, Bolívia e outros países, entre eles o Brasil onde Mandel constituiu uma nova família, casando-se com Maria de Lourdes Brochier Medeiros, com quem teve três filhos: Neli Elisabeth Medeiros Mandel, António Sérgio Medeiros Mandel e Sílvia Mônica Medeiros Mandel.